# 大青山豹蛛
大青山豹蛛（学名：Pardosa daqingshanica）为狼蛛科豹蛛属的动物。在中国大陆，分布于内蒙古等地。该物种的模式产地在内蒙古。